# Wehnert
Wehnert ist ein Familienname, der vor allem im deutschsprachigen Raum vorkommt.

## Namensträger
- Adam Wehnert (1890–1945), deutscher Buchhändler und Märtyrer
- Bertha Wehnert-Beckmann (1815–1901), deutsche Fotografin
- Bruno Wehnert (1875–1959), deutscher Pädagoge und Religions- und Sprachwissenschaftler
- Detlef Wehnert (* 1943), deutscher Politiker (PDS)
- Edward Henry Wehnert (1813–1868), britischer Maler und Illustrator
- Gunter Wehnert (* 1965), deutscher Tennisspieler und -lehrer
- Günther Wehnert (1921–??), deutscher Politiker (LDP, LDPD), MdV
- Herbert Wehnert (* 1947), deutscher Handballspieler
- Jürgen Wehnert (* 1952), deutscher Theologe
- Wolf-Gerhard Wehnert (* 1961), deutscher Politiker (SPD)
- Wolfram Wehnert (* 1941), deutscher Chorleiter und Dirigent